# Nina Ziegenhals
Nina Ziegenhals (* 23. Mai 1982 in Bonn) ist eine deutsche Eishockeyspielerin, die zuletzt bei den EC Bergkamener Bären in der Fraueneishockey-Bundesliga spielte. Sie absolvierte insgesamt 104 Länderspiele und nahm an den Olympischen Spielen 2002 teil.

## Karriere
Nina Ziegenhals begann ihre Karriere als Eishockeyspielerin im Alter von 10 Jahren beim Hennefer EC. Im Alter von 14 Jahren wechselte sie zum TuS Wiehl und spielte dort mit einer Doppellizenz bei den U20-Junioren und gleichzeitig im Frauen-Bundesligateam des KEV Hannover. Zwischen 1998 und 2000 betrieb der TuS Wiehl eine Frauenmannschaft, die ebenfalls an der Bundesliga teilnahm. Mit dieser belegte Ziegenhals in der Saison 1999/2000 den dritten Platz.
Während der Saison 2000/01, im Januar 2001, wechselte sie innerhalb der Bundesliga vom KEV Hannover zum TV Kornwestheim, mit dem sie bis 2003 drei deutsche Meistertitel gewann. Parallel war sie während der Saison 2000/01 weiter für die U20-Junioren des TuS Whiel aktiv. 2001 legte sie die Abiturprüfung ab und wurde anschließend in die Sportfördergruppe der Bundeswehr aufgenommen, um sich auf die Olympischen Winterspiele 2002 vorzubereiten.
Im Sommer 2003 entschied sich Ziegenhals für ein Studium der Betriebswirtschaftslehre an der Bemidji State University, für deren College-Eishockeyteam BSU Beavers sie bis 2007 in der Western Collegiate Hockey Association spielte. Nach ihrer Rückkehr nach Deutschland stand Ziegenhals bei den EC Bergkamener Bären unter Vertrag, wo sie nicht mehr als Verteidigerin, sondern als Stürmerin eingesetzt wurde. 2019 beendete sie ihre Karriere.

### International
Zwischen 1999 und 2005 war Ziegenhals Stammspielerin der Frauen-Nationalmannschaft. Insgesamt nahm sie an vier Weltmeisterschaften und den  Olympischen Winterspielen 2002 teil. Bei Letzteren belegte sie mit dem Nationalteam den sechsten Platz. Vier Jahre später gehörte sie zunächst zum erweiterten Olympiakader für die Winterspiele in Turin, erhielt aber letztlich keine Berufung für das Turnier. Insgesamt absolvierte sie 104 Länderspiele für Deutschland, in denen sie 10 Scorerpunkte erzielte.
Zwischen 2010 und 2011 betreute Ziegenhals die Nationalmannschaft als Mannschaftsleiterin und nahm in dieser Funktion auch an der Weltmeisterschaft 2011 teil. Dabei schaffte die Auswahl den Wiederaufstieg aus der Division I in die Top-Division.

## Privates
Nina Ziegenhals wuchs in Sankt Augustin-Niederpleis auf, wo sie inzwischen wieder lebt. 2001 machte sie ihr Abitur am Wirtschaftsgymnasium in Siegburg. Sie arbeitet als IT-Projektleiterin für das Software-Unternehmen SAP.

## Erfolge und Auszeichnungen
- 2001 Deutscher Meister mit dem TV Kornwestheim
- 2002 Deutscher Meister mit dem TV Kornwestheim
- 2003 Deutscher Meister mit dem TV Kornwestheim

## Karrierestatistik

### International
(Legende zur Spielerstatistik: Sp oder GP = absolvierte Spiele; T oder G = erzielte Tore; V oder A = erzielte Assists; Pkt oder Pts = erzielte Scorerpunkte; SM oder PIM = erhaltene Strafminuten; +/− = Plus/Minus-Bilanz; PP = erzielte Überzahltore; SH = erzielte Unterzahltore; GW = erzielte Siegtore; 1 Play-downs/Relegation; Kursiv: Statistik nicht vollständig)